# DHL

Logoul companiei DHL

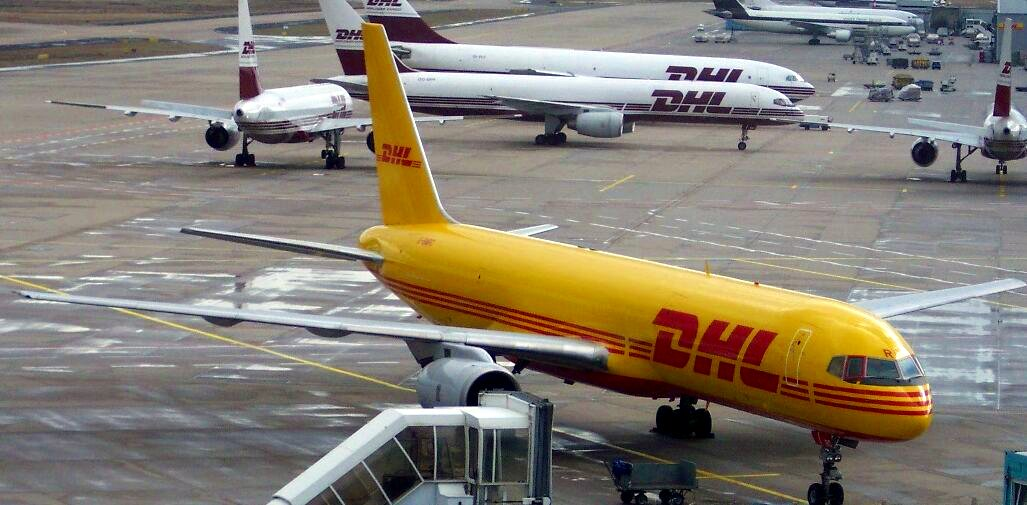
Avion Boeing 757 al DHL în Aeroportul Köln-Bonn.

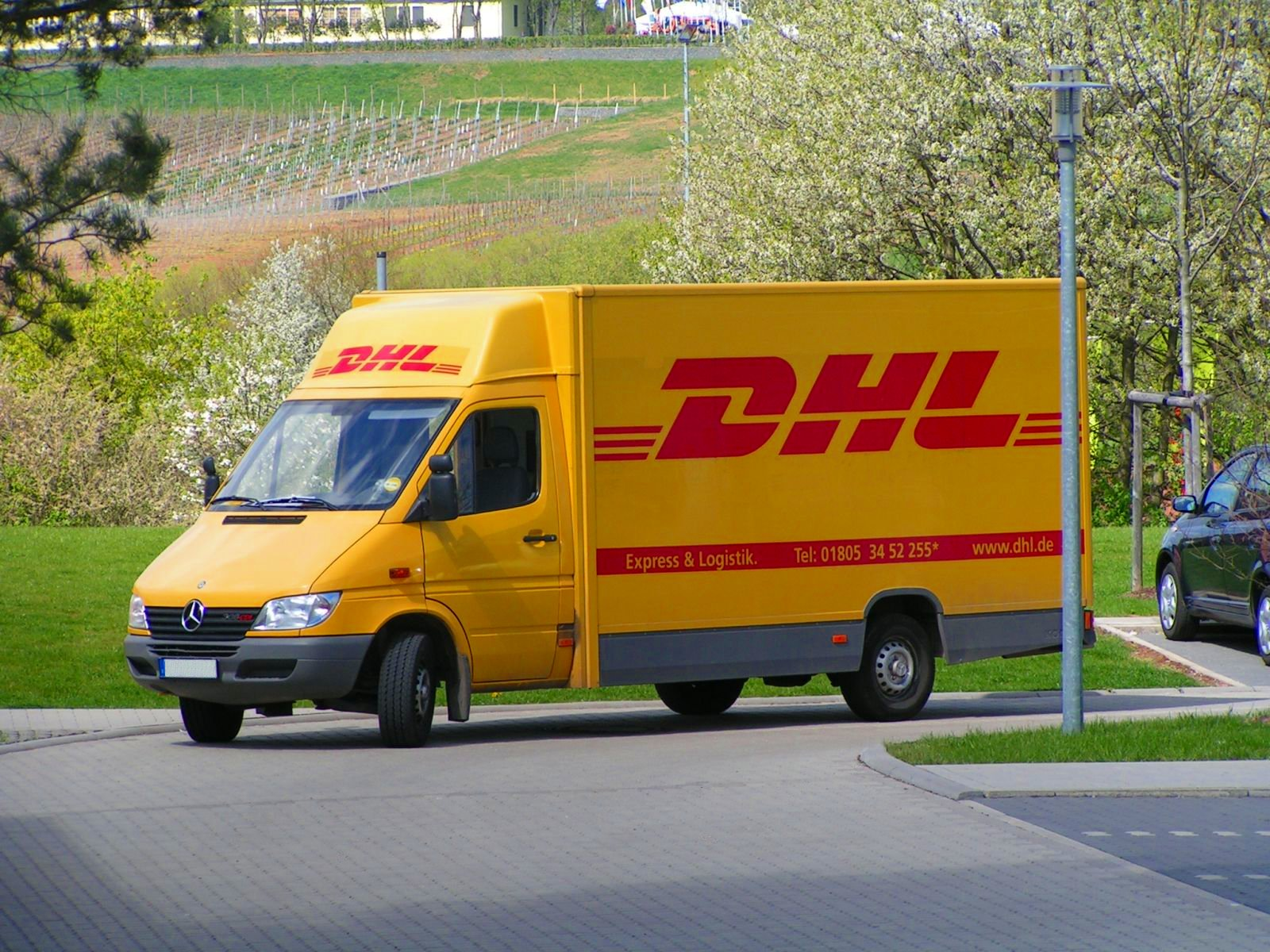
Mașină Deutsche Post folosind sigla DHL.

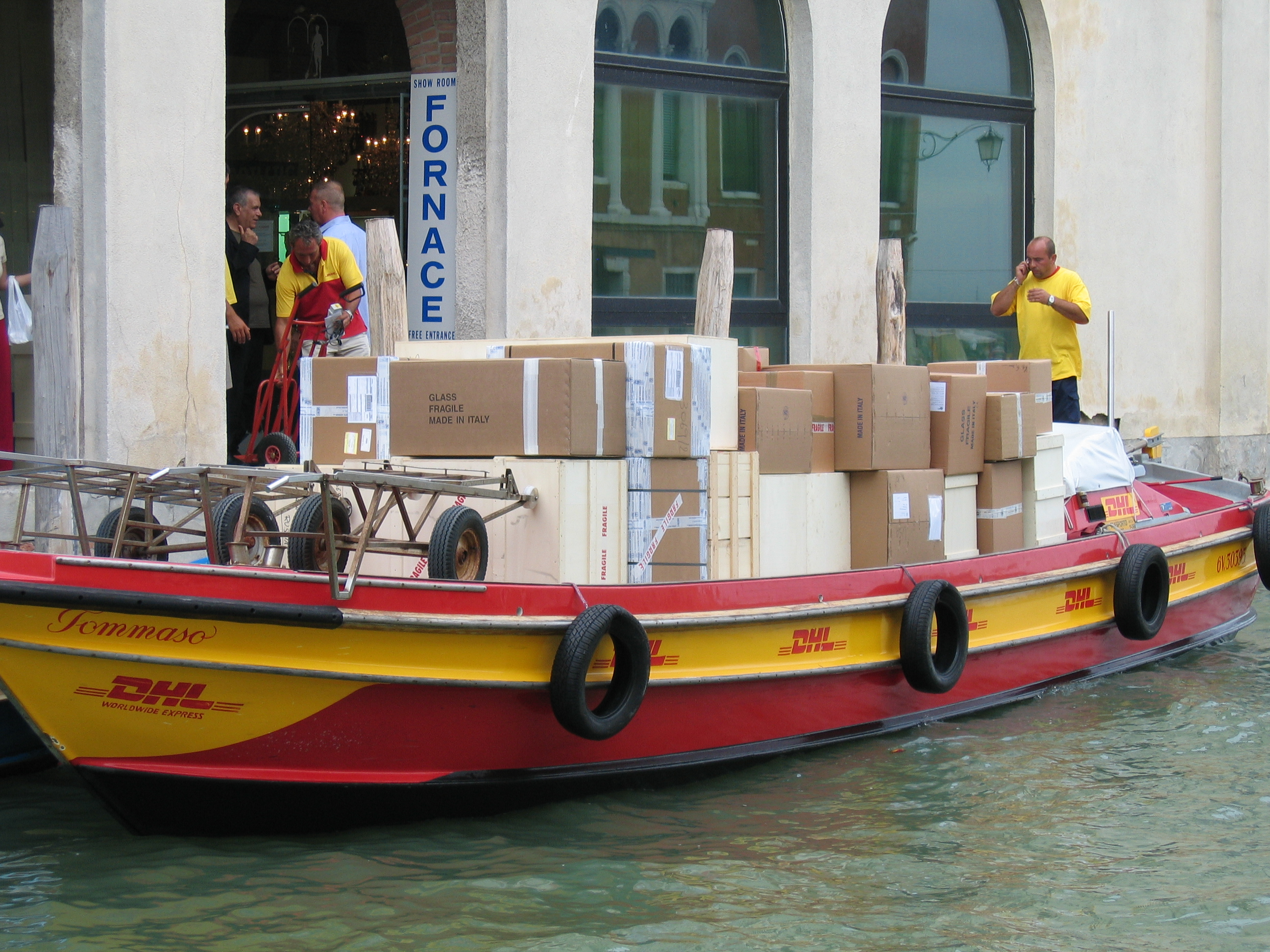
Barcă DHL în Veneția.

DHL este o companie de curierat internațional înființată în anul 1969. Numele companiei vine de la inițialele celor trei fondatori ai companiei: Adrian Dalsey, Larry Hillblom și Robert Lynn.
La începutul anului 2002, Deutsche Post World Net a devenit acționarul majoritar al DHL. Până la sfârșitul anului 2002, DHL Group era deținută 100% de Deutsche Post World Net. În 2003, Deutsche Post World Net și-a reunit toate activitățile sale de curierat expres și logistică sub o singură marcă, DHL. Printre acestea se numără: Exel, Deutsche Post Euro Express, Danzas, Air Express International.
Rețeaua internațională DHL leagă peste 220 de țări și teritorii la nivel mondial. Unul dintre principalii concurenți ai DHL este TNT, companie care deservește peste 200 de țări.
Număr de angajați în 2008: 300.000
Cifra de afaceri în 2007: 63 miliarde Euro

## DHL în România
În anul 2008, DHL a cumpărat compania de curierat rapid Cargus, pentru o sumă estimată la 50 milioane Euro.
În anul 2007, Cargus deținea o cotă de 25% pe piața din România..
În anul 2008, DHL deținea în România 23 de centre operaționale (Service Centers) și 25 centre de expedieri (denumite și Service Points)
și o flotă de peste 230 de autovehicule.
Cifra de afaceri în 2007: 28 milioane euro